# William Kristol

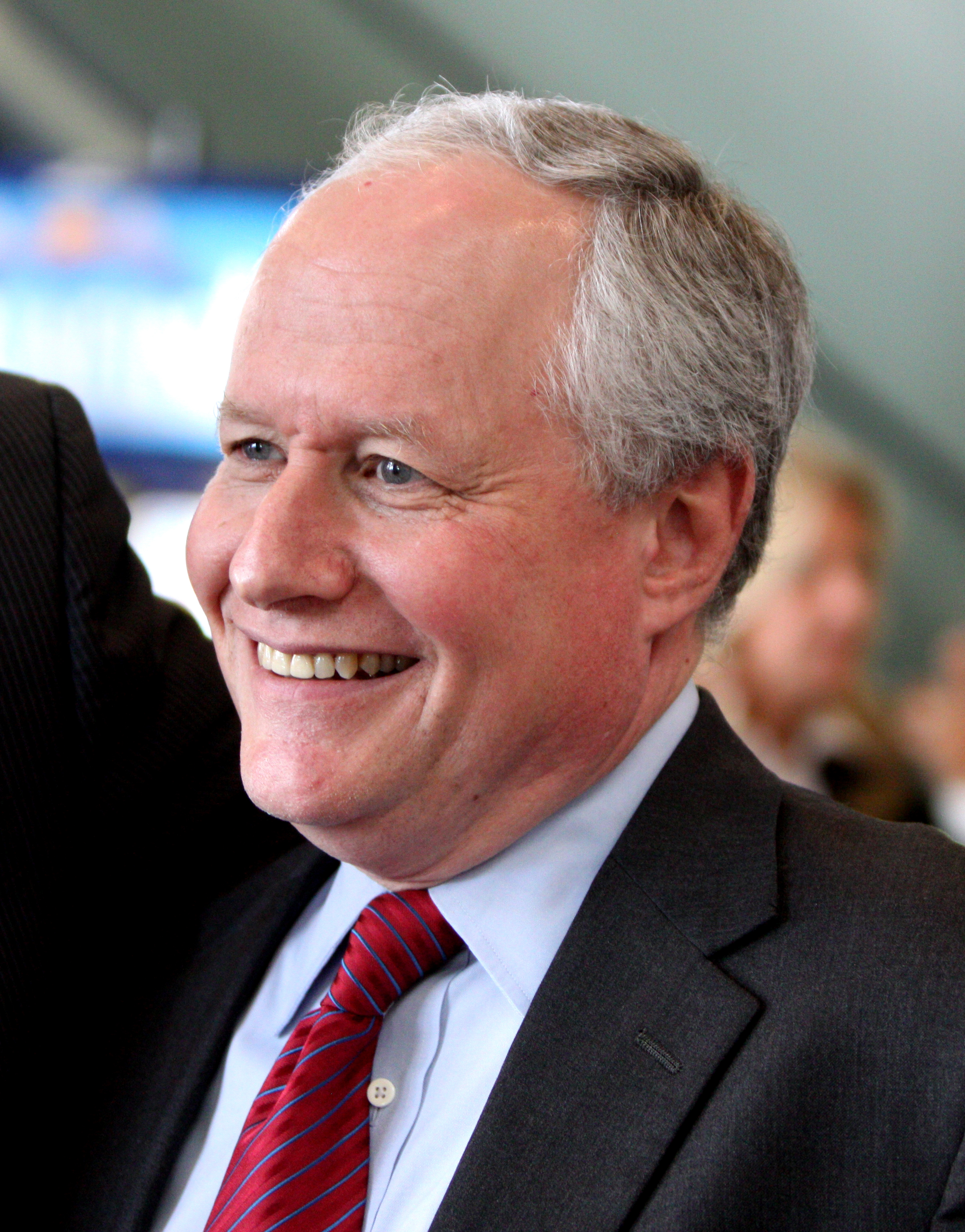
William Kristol

William Kristol (New York, 23 december 1952) is de redacteur van de The Weekly Standard en een neoconservatief denker. Hij was topambtenaar voor onderwijssecretaris William Bennett (1981-1989) en voor vicepresident Dan Quayle (1989-1993).
Kristol werd geboren als zoon van Irving Kristol, die beschouwd wordt als een van de stichters van het neoconservatisme, en historica Gertrude Himmelfarb. Kristol is een van de initiatiefnemers van het Project for the New American Century en anno 2004 voorzitter. Daarnaast leidde hij het Project for the Republican Future en het Bioethics Project of the New Citizenship Project. Hij zit in het bestuur van het Manhattan Institute for Public Policy Research.